# Église Saint-Gengoux de Saint-Gengoux-le-National
L'église Saint-Gengoux, du XIIe siècle, est située à Saint-Gengoux-le-National, en Saône-et-Loire (France).
Elle relève de la paroisse Saint-Louis-entre-Grosne-et-Guye, qui a son siège à Saint-Gengoux-le-National.

## Historique
Au Xe siècle un doyenné, dépendant de l'abbaye de Cluny est établi. L'église est achevée à la fin du XIIe siècle. 
Elle est incendiée par les huguenots vers 1556 et reconstruite. 
1802 : destruction de quatre chapelles attenantes à l'église pour permettre la construction d'une halle aux blés (démolie à la fin du XIXe siècle).
1867 : le toit trapu est remplacé par une flèche pointue faite d'ardoises dessinée par Eugène Viollet-le-Duc.
De nombreux travaux sont réalisés au cours des siècles : la nef et les bas côtés sont du XVIIIe, au XIXe les travaux de 1821, 1850, 1874, 1890 concernent la toiture, les murs, les chapelles.
Depuis 1899, des reliques de saint Gengoux (un morceau de la tête du tibia) sont conservées dans l'édifice, rapportées par le curé-archiprêtre du lieu.
Depuis 2003, la passerelle couverte en bois qui reliait la tour de l’Horloge au clocher octogonal, jadis remplacée par un simple tablier métallique, est de nouveau faite de bois.
Depuis août 2004, l'église est inscrite à la Fédération européenne des sites clunisiens.

## Protection
L'édifice est inscrit aux Monuments historiques par arrêté du 29 octobre 1926.

## Culte
Édifice consacré du diocèse d'Autun relevant de la paroisse Saint-Louis-entre-Grosne-et-Guye (siège à Saint-Gengoux-le-National) – qui en est affectataire au titre de la loi de 1905 –, l'église de Saint-Gengoux-le-National est, plusieurs siècles après sa construction, un lieu de culte catholique.

## Description

### Architecture
L'église comporte une nef de quatre travées et des bas-côtés, un transept, le chœur a trois travées. Le clocher octogonal s'élève sur la croisée du transept (partie romane de l'édifice), et comprend trois étages. Un pontet en bois relie le clocher octogonal roman à la tour de l’horloge.

### Vitraux
L’église a conservé ses vitraux du XIXe siècle, qui ont été installés sur une quarantaine d'années.
Dans la nef, les vitraux, installés dans les années 1890, ont été conçus pour illuminer le vaisseau central. 
À la différence de la nef, le chœur a reçu, quant à lui, des vitraux illustrés, réalisés par des ateliers de grande renommée : les ateliers parisiens d’Édouard Didron en 1874 et Sainte-Croix de Georges-Claudius Lavergne en 1899. Leurs vitraux reflètent le renouveau catholique de la seconde moitié du XIXe siècle, tout en intégrant le contexte historique local de la Bourgogne-du-Sud. Ainsi, dans la chapelle sud, Didron a représenté le Christ du Sacré-Cœur et Marguerite-Marie Alacoque de Paray-le-Monial. Quant au vitrail central de l’abside, Lavergne a placé, aux portes du Paradis, dans le registre inférieur des lancettes, des serviteurs de Dieu tels Jean-Marie Vianney, curé d’Ars, ou Jeanne d’Arc (qui ne seront canonisés qu’au début du XXe siècle).

### Cloches
Deux cloches se partagent le clocher : l'une datée de 1629 (« refondue l’année 1629, du règne de Louis le Juste, roi de France »), sonnant en fa dièse, l'autre datée de 1806, fondue par Cardon à Mâcon et sonnant en do.

### Galerie d'images

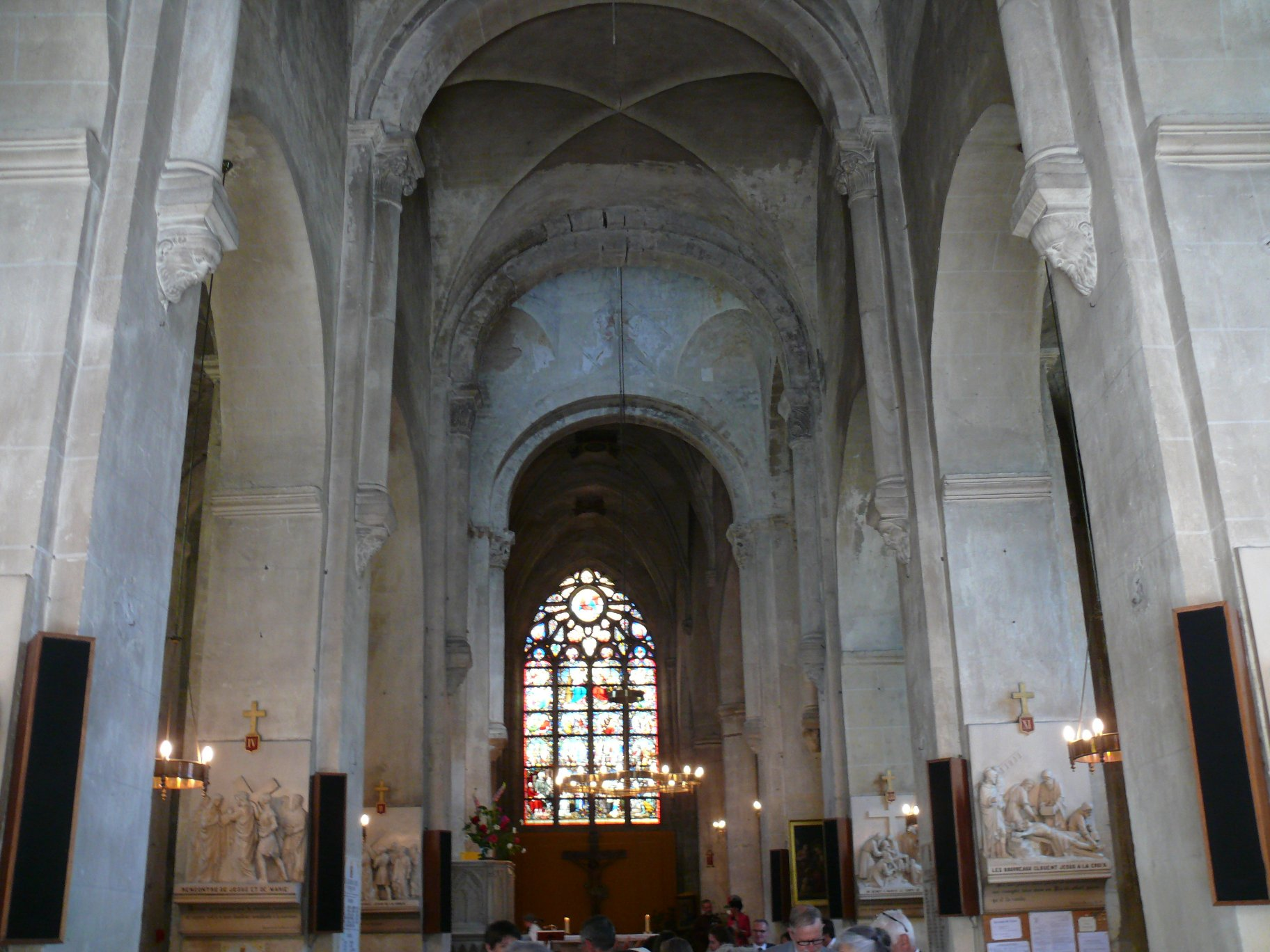
La nef.
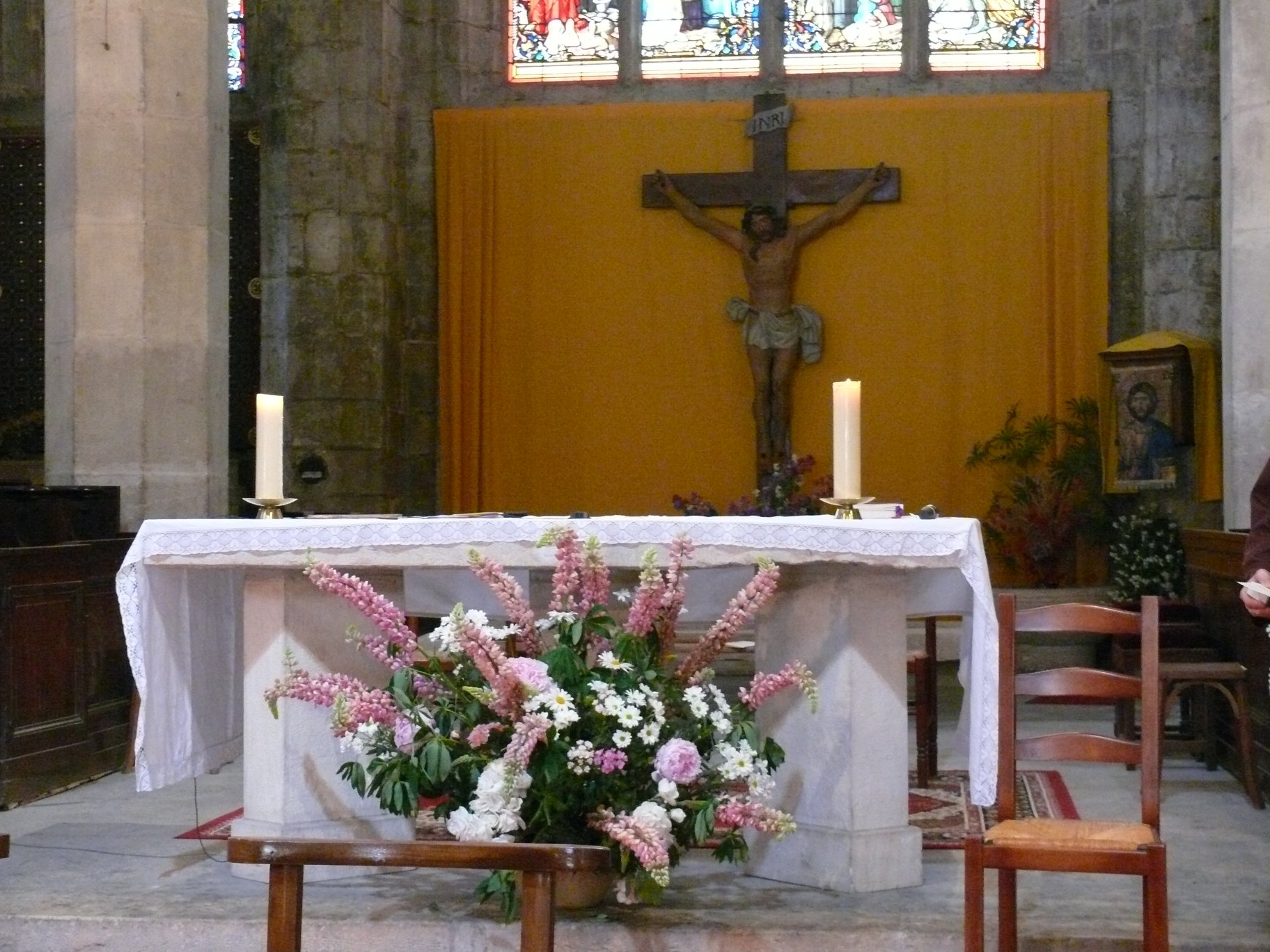
Le chœur.
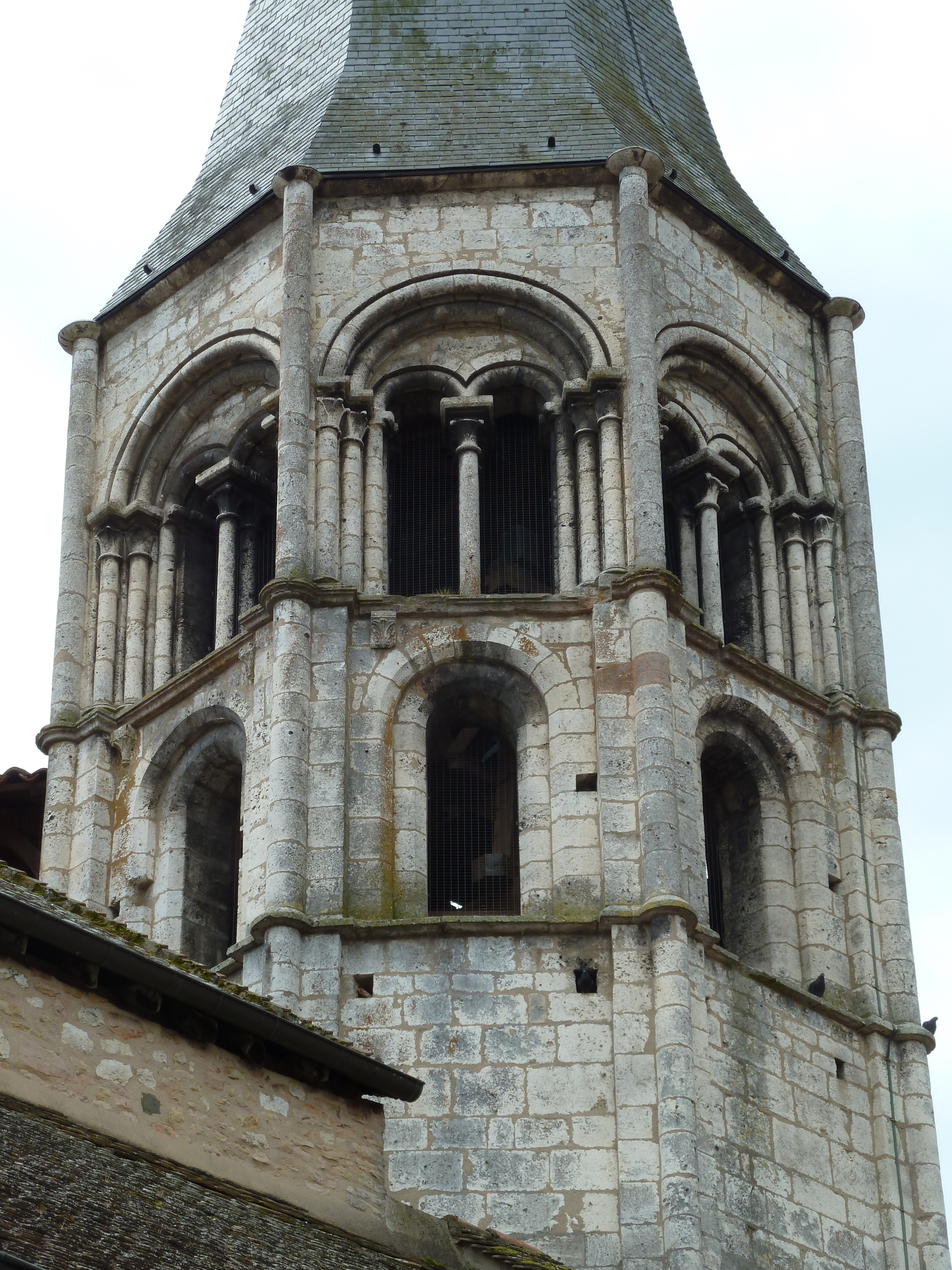
Détail du clocher.
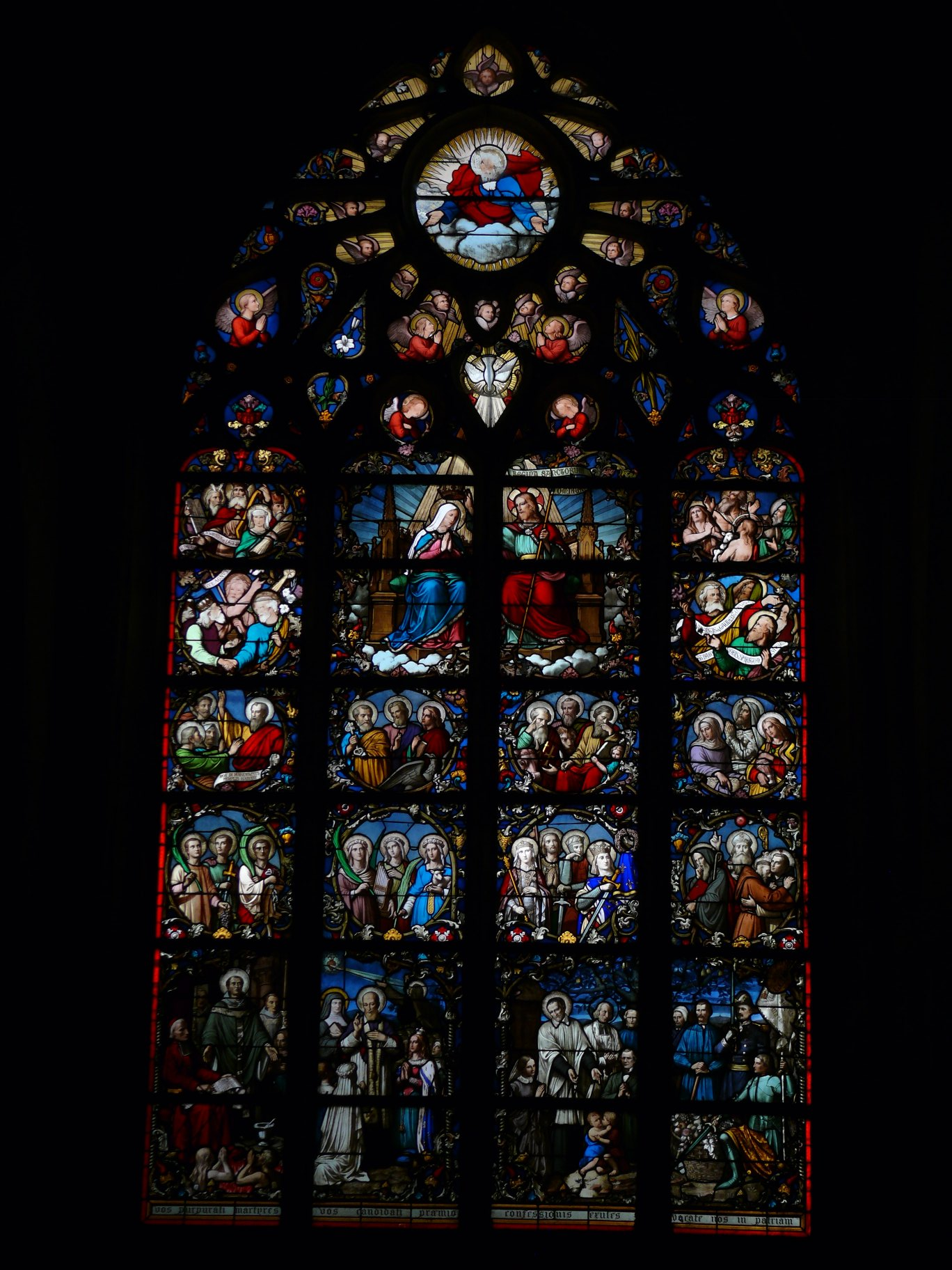
Le vitrail du chœur.
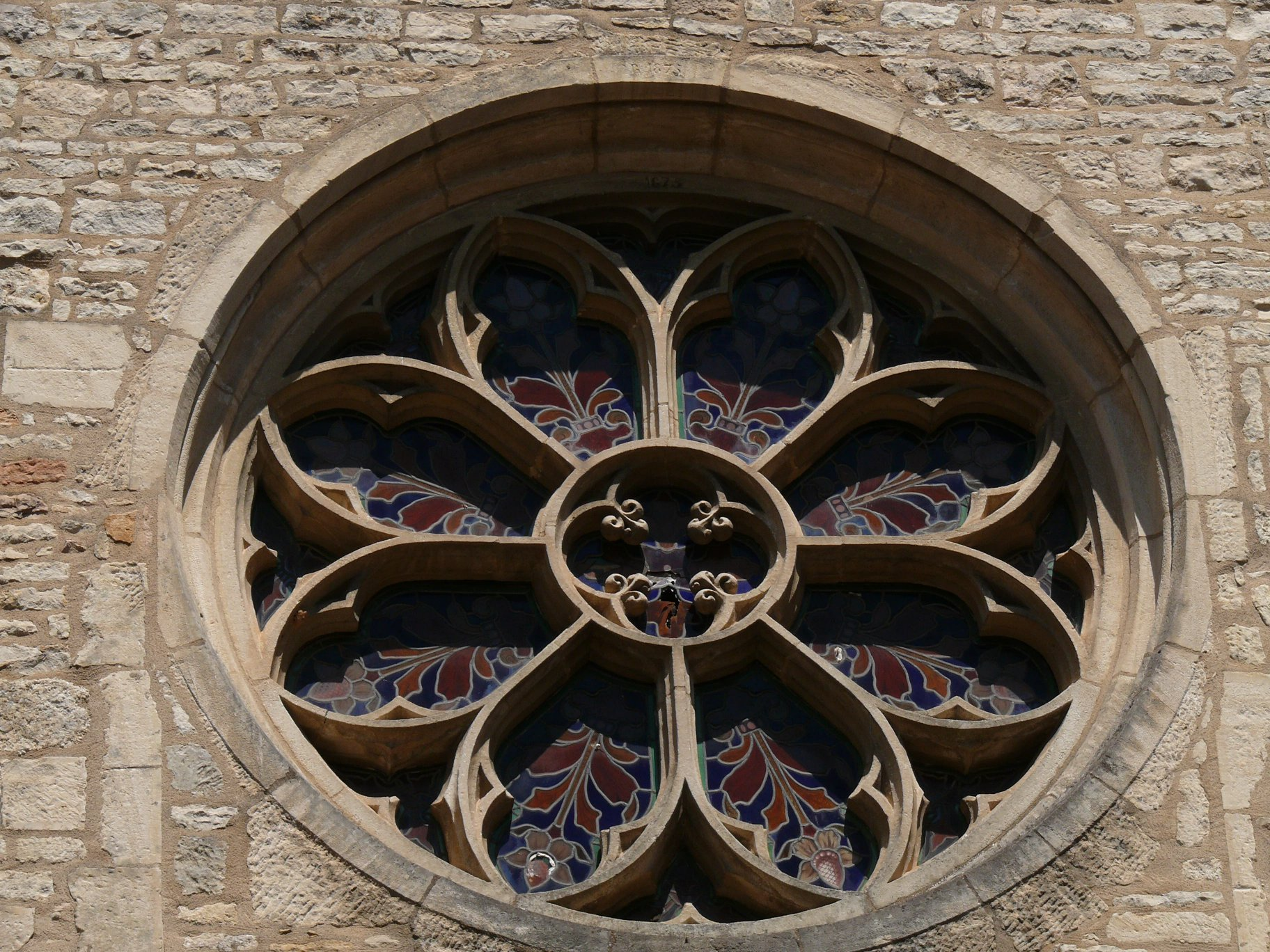
La rose.
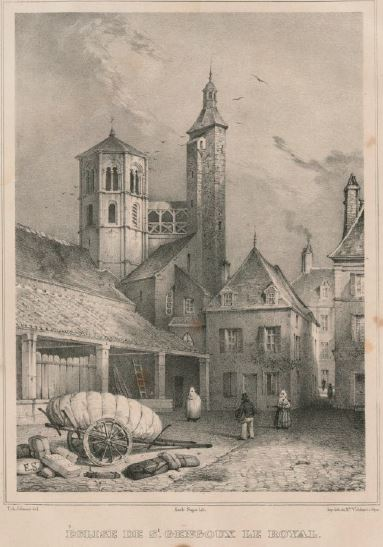
Dessin de 1835.

### Mobilier
Est notamment à admirer dans l'église un tableau classé au titre des Monuments historiques depuis le 11 août 2017 montrant saint Gengoux distribuant du pain aux pauvres, huile sur toile (200 x 188 cm) peinte en 1849 par l'artiste Hippolyte Bonnardel. Le saint, devant son château, est placé en hauteur, sa cape rouge sur les épaules, tandis que les pauvres, aux visages las et émaciés, aux vêtements usés, lèvent les yeux dans sa direction.